# Kankakee (Illinois)
Pour les articles homonymes, voir Kankakee.
Kankakee est une ville des États-Unis, siège du comté de Kankakee, dans l'État de l'Illinois.

## Démographie
Selon les données du Bureau de recensement des États-Unis, Kankakee était peuplée :
- de 27 575 habitants en 1990 (recensement) ;
- de 27 491 habitants en 2000 (recensement) ;
- de 26 480 habitants en 2006 (estimation).

## Personnalités
- Charlotte Gower Chapman (1902-1982), ethnologue et autrice, est née à Kankakee ;
- Genevieve Lipsett (1885-1935), journaliste et militante du suffrage féminin, est née à Kankakee ;
- Fred MacMurray (1908-1991), acteur et producteur, est né à Kankakee.

## Source
- (en) Cet article est partiellement ou en totalité issu de l’article de Wikipédia en anglais intitulé « Kankakee, Illinois » (voir la liste des auteurs).